# Ophiomyia eldorensis
Ophiomyia eldorensis är en tvåvingeart som beskrevs av Spencer 1986. Ophiomyia eldorensis ingår i släktet Ophiomyia och familjen minerarflugor.
Artens utbredningsområde är Colorado. Inga underarter finns listade i Catalogue of Life.